# Destry Rides Again
Destry Rides Again é um filme norte-americano de 1939 dirigido por George Marshall.